# 中尾幸男
中尾 幸男（なかお ゆきお、1946年12月6日 - 2021年12月6日）は、日本のテレビプロデューサー、実業家。テレパック所属、元C.A.L代表取締役社長、社団法人全日本テレビ番組製作社連盟理事長。

## 職歴
- 1965年3月 - 愛知県立岡崎高等学校卒業[1]。
- 1969年3月 - 早稲田大学法学部卒業[2]。
- 1969年4月1日 - 電通のラジオ・テレビ局企画室に入社。
- 1988年1月 - 電通テレビ局企画推進部長
- 1996年6月 - 電通キャスティング局次長兼企画推進部長
- 2000年3月 - C.A.L専務取締役
- 2006年6月 - C.A.L代表取締役社長。
- 2008年9月 - 社団法人全日本テレビ番組製作社連盟理事長。
- 2021年12月6日 - 肝臓がんのため死去[3]。75歳没。

## 代表作
- ナショナル劇場・パナソニック ドラマシアター（1999年 - 2011年、TBS）
  - 水戸黄門（第27部 - 第43部）[注 1]
  - 大岡越前（ナショナル劇場50周年記念特別企画スペシャル）[注 2]
  - 南町奉行事件帖 怒れ!求馬II[注 3]
  - 大江戸を駈ける![注 4]